# Culicia excavata
Culicia excavata är en korallart som först beskrevs av Milne Edwards och Jules Haime 1849.  Culicia excavata ingår i släktet Culicia och familjen Rhizangiidae.
Artens utbredningsområde är Indiska oceanen. Inga underarter finns listade i Catalogue of Life.